# Coreia do Sul nos Jogos Olímpicos de Inverno de 2002
A Coreia do Sul participou dos Jogos Olímpicos de Inverno de 2002 em Salt Lake City, nos Estados Unidos. O país estreou nos Jogos em 1948 e em Salt Lake City fez sua 14ª apresentação.

## Medalhas
| Atleta                                                 | Esporte                                | Evento                     | Medalha |
| ------------------------------------------------------ | -------------------------------------- | -------------------------- | ------- |
| Ko Gi-Hyun                                             | Patinação de velocidade em pista curta | 1500m feminino             | Ouro    |
| Choi Min-Kyung Joo Min-Jin Park Hye-Won Choi Eun-Kyung | Patinação de velocidade em pista curta | Revezamento 3000m feminino | Ouro    |
| Ko Gi-Hyun                                             | Patinação de velocidade em pista curta | 1000m feminino             | Prata   |
| Choi Eun-Kyung                                         | Patinação de velocidade em pista curta | 1500m feminino             | Prata   |